# Provincia de Kompung Speu
La Provincia de Kompung Speu es una provincia de Camboya cuya capital es la Ciudad de Kompung Speu. Pero si bien la población capital no tiene mucho interés, la Provincia en cambio posee una riqueza sin igual del patrimonio cultural e histórico de Camboya: la Ciudad de Udong, antigua capital del Reino de Camboya, abandonada solo por los reyes durante la constitución del Protectorado Francés hacia finales del siglo XIX cuando la capital del país fue definitivamente Phnom Penh.

## Historia
La historia de la provincia está ligada a la de la monarquía de Camboya. Los Reyes de Camboya después de la caída del Imperio Jemer eligieron la Ciudad de Udong y Phnom Penh como su residencia, pero fue la primera la preferida hasta que los franceses obligaron a la familia real a trasladarse definitivamente a Phnom Pehn. 
La fiebre del oro se extendió en la Provincia en el año 2001 cuando artefactos de oro del periodo angkoriano fueron encontrados. La necesidad de la fuerza pública detuvo lo que hubiera podido ser una pérdida para el patrimonio nacional.

## Geografía

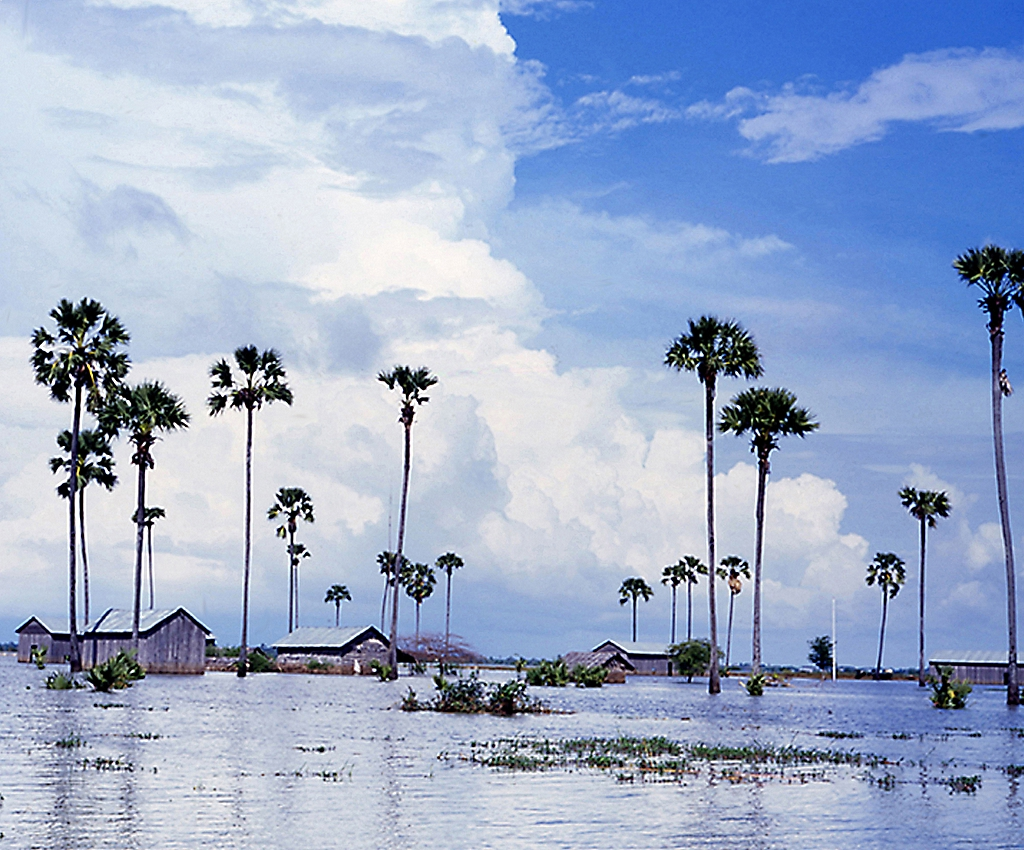
Kompung Speu.

La provincia de Kompung Speu tiene un área de 7.017 km², que en términos de extensión es similar a la mitad de Montenegro. Oocupa la llanura central camboyana y posee algunas alturas menores entre las cuales se encuentra la Ciudad de Udong. También tiene el parque nacional Natural de Kirirom. La Carretera 5 atraviesa la Provincia desde Phnom Penh hacia la Kompung Chinang y la Carretera al Mar la comunica con Kompung Sao al sur.

## División política
La provincia se divide en 8 distritos:
- 0501 Basedth
- 0502 Chbar Mon
- 0503 Kong Pisei
- 0504 Aoral
- 0505 Ciudad de Udong.
- 0506 Phnum Sruoch
- 0507 Samraong Tong
- 0508 Thpong